# 雷東多 (葡萄牙)
38°38′N 7°32′W / 38.633°N 7.533°W
雷東多（葡萄牙語：Redondo），是葡萄牙的城鎮，位於該國中南部，由埃武拉區負責管轄，始建於1250年，面積369.51平方公里，2011年人口7,031，該城鎮人口密度每平方公里19.03人。

## 友好城市
- 法國 日安